# Kungsäters församling
Kungsäters församling var en församling i Göteborgs stift och i Varbergs kommun. Församlingen uppgick 2012 i Veddige-Kungsäters församling.

## Administrativ historik
Kungsäters församling har medeltida ursprung. Församlingen var till 2006 moderförsamling i pastoratet Kungsäter, Gunnarsjö, Grimmared och Karl Gustav. År 2006 införlivades Grimmared, Gunnarsjö och Karl Gustavs församlingar. 
Församlingen uppgick 2012 i Veddige-Kungsäters församling.

## Kyrkobyggnader
- Grimmareds kyrka
- Karl Gustavs kyrka
- Kungsäters kyrka
- Gunnarsjö kyrka

Församlingskyrkan, en rundkyrka (centralkyrka), invigdes 1881 strax intill den gamla kyrkan. Denna övergavs och blev en ödekyrka, men de murar som fanns kvar i nästan full höjd, konserverades 1947.